# Milton Abramowitz
Milton Abramowitz (1915 à Brooklyn, New York – 5 juillet 1958) était un mathématicien du National Bureau of Standards (maintenant National Institute of Standards and Technology) qui, avec  Irene Stegun, a dirigé l'édition d'un livre devenu classique de tables mathématiques intitulé Handbook of Mathematical Functions, connu communément sous le nom : le Abramowitz et Stegun. Abramowitz est mort d'une crise cardiaque en 1958, à un moment où le livre était bien avancé mais pas encore complètement terminé. Irene Stegun a repris la gestion du projet, et a terminé le livre en 1964. Elle travaillait sous la direction de Philip J. Davis qui dirigeait la section d'analyse numérique du National Bureau of Standards ; il est également contributeur pour le livre.

## Référence
- (en) Cet article est partiellement ou en totalité issu de l’article de Wikipédia en anglais intitulé « Milton Abramowitz » (voir la liste des auteurs).

## Ouvrages
- (en) Milton Abramowitz et Irene Stegun, Handbook of Mathematical Functions with Formulas, Graphs, and Mathematical Tables [détail de l’édition] (lire en ligne)